# 洪万
洪万（13世纪？—1310年），小字重喜，元朝将领。出身高丽南阳洪氏，辽阳行省右丞洪俊奇长子。
元世祖至元十三年（1276年），入元朝宿卫。至元十八年（1281年），承袭父亲的职位，为怀远大将军、安抚使、高丽军民总管。至元二十四年（1287年），跟随忽必烈讨伐乃颜，击败乃颜的将领将黄海，塔不台等。奉命率蒙古、女真、汉军留下镇守剌河（今内蒙古哈拉哈河），在扎剌麻秃、蒙可山、那兀江（今嫩江）等地击败金家奴等人。又跟随诸王爱牙哈赤、平章塔出等攻打哈丹秃鲁干、八剌哈赤，至黑龙江。至元二十八年（1291年），跟随平章薛阇干追击哈丹秃鲁干至高丽青州，获胜，还师，被任命为辽阳行省右丞。至元二十九年（1292年），为总管高丽、女真、汉军万户，兼安抚使、高丽军民总管。元武宗至大二年（1309年），以罪贬到漳州，途中被赦免。